# Тварини Чернівецької області, занесені до Червоної книги України
Список тварин Чернівецької області, занесених до Червоної книги України.

## Статистика
До списку входить 134 видів тварин, з них:
- Кишковопорожнинних — 0;
- Круглих червів — 0;
- Кільчастих червів 1;
- Членистоногих — 62;
- Молюсків — 2;
- Хордових — 69.

Серед них за природоохоронним статусом: 
- Вразливих — 68;
- Рідкісних — 30;
- Недостатньо відомих  — 5;
- Неоцінених — 8;
- Зникаючих — 21;
- Зниклих у природі — 1;
- Зниклих — 1.

## Список видів
| № п/п | Українська назва виду                               | Латинська назва виду       | Природоохоронний статус | Тип             |
| ----- | --------------------------------------------------- | -------------------------- | ----------------------- | --------------- |
| 1     | Аноплій самарський                                  | Anoplius samariensis       | Рідкісний               | Членистоногі    |
| 2     | Аполлон                                             | Parnassius apollo          | Зникаючий               | Членистоногі    |
| 3     | Бабка перев'язана                                   | Sympetrum pedemontanum     | Вразливий               | Членистоногі    |
| 4     | Беркут                                              | Aquila chrysaetos          | Вразливий               | Хордові         |
| 5     | Бистрянка російська                                 | Alburnoides rossicus       | Зникаючий               | Хордові         |
| 6     | Білозубка велика                                    | Crocidura leucodon         | Недостатньо відомий     | Хордові         |
| 7     | Білоперий пічкур дністровський                      | Romanogobio kesslerii      | Вразливий               | Хордові         |
| 8     | Больбелязм однорогий                                | Bolbelasmus unicornis      | Вразливий               | Членистоногі    |
| 9     | Бражник дубовий                                     | Marumba quercus            | Рідкісний               | Членистоногі    |
| 10    | Бражник мертва голова                               | Acherontia atropos         | Рідкісний               | Членистоногі    |
| 11    | Бражник прозерпіна                                  | Proserpinus proserpina     | Рідкісний               | Членистоногі    |
| 12    | Бражник скабіозовий                                 | Hemaris tityus             | Рідкісний               | Членистоногі    |
| 13    | Ведмедиця велика                                    | Pericallia matronula       | Вразливий               | Членистоногі    |
| 14    | Ведмедиця-господиня                                 | Callimorpha dominula       | Вразливий               | Членистоногі    |
| 15    | Вечірниця мала                                      | Nyctalus leisleri          | Рідкісний               | Хордові         |
| 16    | Вечірниця руда                                      | Nyctalus noctula           | Вразливий               | Хордові         |
| 17    | Видра річкова                                       | Lutra lutra                | Неоцінений              | Хордові         |
| 18    | Вирезуб причорноморський                            | Rutilus frisii             | Зникаючий               | Хордові         |
| 19    | Вусач великий дубовий                               | Cerambyx cerdo             | Вразливий               | Членистоногі    |
| 20    | Вусач земляний хрестоносець (коренеїд хрестоносець) | Dorcadion equestre         | Вразливий               | Членистоногі    |
| 21    | Вусач мускусний                                     | Aromia moschata            | Вразливий               | Членистоногі    |
| 22    | Вусач-червонокрил Келлера                           | Purpuricenus kaehleri      | Вразливий               | Членистоногі    |
| 23    | Вухань звичайний                                    | Plecotus auritus           | Вразливий               | Хордові         |
| 24    | Гадюка степова                                      | Vipera renardi             | Вразливий               | Хордові         |
| 25    | Глушець (глухар)                                    | Tetrao urogallus           | Зникаючий               | Хордові         |
| 26    | Гоголь                                              | Bucephala clangula         | Рідкісний               | Хордові         |
| 27    | Голуб-синяк                                         | Columba oenas              | Вразливий               | Хордові         |
| 28    | Горностай                                           | Mustela erminea            | Неоцінений              | Хордові         |
| 29    | Джміль глинистий                                    | Bombus argillaceus         | Вразливий               | Членистоногі    |
| 30    | Джміль лезус                                        | Bombus laesus              | Вразливий               | Членистоногі    |
| 31    | Джміль моховий                                      | Bombus muscorum            | Рідкісний               | Членистоногі    |
| 32    | Джміль пахучий                                      | Bombus fragrans            | Зникаючий               | Членистоногі    |
| 33    | Дибка степова                                       | Saga pedo                  | Рідкісний               | Членистоногі    |
| 34    | Дисцелія зональна                                   | Discoelius zonalis         | Рідкісний               | Членистоногі    |
| 35    | Дозорець-імператор                                  | Anax imperator             | Вразливий               | Членистоногі    |
| 36    | Доліхомітус головастий                              | Dolichomitus cephalotes    | Рідкісний               | Членистоногі    |
| 37    | Дятел трипалий                                      | Picoides tridactylus       | Вразливий               | Хордові         |
| 38    | Ендроміс березовий                                  | Endromis versicolora       | Вразливий               | Членистоногі    |
| 39    | Жаба прудка                                         | Rana dalmatina             | Вразливий               | Хордові         |
| 40    | Жовтюх торфовищний                                  | Colias palaeno             | Зникаючий               | Членистоногі    |
| 41    | Жук-олень, рогач звичайний                          | Lucanus cervus             | Рідкісний               | Членистоногі    |
| 42    | Жук-самітник                                        | Osmoderma barnabita        | Вразливий               | Членистоногі    |
| 43    | Золотомушка червоночуба                             | Regulus ignicapillus       | Неоцінений              | Хордові         |
| 44    | Зубр                                                | Bison bonasus              | Зниклий в природі       | Хордові         |
| 45    | Йорж носар                                          | Gymnocephalus acerinus     | Зникаючий               | Хордові         |
| 46    | Йорж смугастий                                      | Gymnocephalus schraetser   | Вразливий               | Хордові         |
| 47    | Кажан пізній                                        | Eptesicus serotinus        | Вразливий               | Хордові         |
| 48    | Карась звичайний, карась золотий                    | Carassius carassius        | Вразливий               | Хордові         |
| 49    | Кіт лісовий                                         | Felis sylvestris           | Вразливий               | Хордові         |
| 50    | Ковалик сплощений                                   | Neopristilophus depressus  | Рідкісний               | Членистоногі    |
| 51    | Кордулегастер двозубчастий                          | Cordulegaster bidentata    | Зникаючий               | Членистоногі    |
| 52    | Кордулегастер кільчастий                            | Cordulegaster boltoni      | Вразливий               | Членистоногі    |
| 53    | Кошеніль польська                                   | Porphyropha polonica       | Недостатньо відомий     | Членистоногі    |
| 54    | Красик веселий (Пістрянка весела)                   | Zygaena laeta              | Зникаючий               | Членистоногі    |
| 55    | Красотіл пахучий                                    | Calosoma sycophanta        | Вразливий               | Членистоногі    |
| 56    | Красуня діва                                        | Calopteryx virgo           | Вразливий               | Членистоногі    |
| 57    | Ксилокопа звичайна (бджола-тесляр звичайна)         | Xylocopa valga             | Рідкісний               | Членистоногі    |
| 58    | Ксилокопа фіолетова (бджола-тесляр фіолетова)       | Xylocopa violacea          | Рідкісний               | Членистоногі    |
| 59    | Кумка жовточерева                                   | Bombina variegata          | Вразливий               | Хордові         |
| 60    | Кутора мала                                         | Neomys anomalus            | Рідкісний               | Хордові         |
| 61    | Лелека чорний                                       | Ciconia nigra              | Рідкісний               | Хордові         |
| 62    | Лилик двоколірний                                   | Vespertilio murinus        | Вразливий               | Хордові         |
| 63    | Лосось дунайський, головатиця                       | Hucho hucho                | Зникаючий               | Хордові         |
| 64    | Люцина                                              | Hamearis lucina            | Вразливий               | Членистоногі    |
| 65    | Льодовичник Вествуда                                | Boreus westwoodi           | Неоцінений              | Членистоногі    |
| 66    | Марена дунайсько-дністровська                       | Barbus petenyi             | Вразливий               | Хордові         |
| 67    | Марена звичайна                                     | Barbus barbus              | Вразливий               | Хордові         |
| 68    | Махаон                                              | Papilio machaon            | Вразливий               | Членистоногі    |
| 69    | Мелітурга булавовуса                                | Melitturga clavicornis     | Вразливий               | Членистоногі    |
| 70    | Минь річковий                                       | Lota lota                  | Вразливий               | Хордові         |
| 71    | Мишівка лісова                                      | Sicista betulina           | Рідкісний               | Хордові         |
| 72    | Мідянка звичайна                                    | Coronella austriaca        | Вразливий               | Хордові         |
| 73    | Мінога українська                                   | Eudontomyzon mariae        | Зникаючий               | Хордові         |
| 74    | Мнемозина                                           | Parnassius mnemosyne       | Вразливий               | Членистоногі    |
| 75    | Морімус темний                                      | Morimus funereus           | Вразливий               | Членистоногі    |
| 76    | Нетопир звичайний                                   | Pipistrellus pipistrellus  | Вразливий               | Хордові         |
| 77    | Нетопир Натузіуса                                   | Pipistrellus nathusii      | Неоцінений              | Хордові         |
| 78    | Нетопир середземноморський                          | Pipistrellus kuhlii        | Вразливий               | Хордові         |
| 79    | Нічниця велика                                      | Myotis myotis              | Вразливий               | Хордові         |
| 80    | Нічниця водяна                                      | Myotis daubentonii         | Вразливий               | Хордові         |
| 81    | Нічниця вусата                                      | Myotis mystacinus          | Вразливий               | Хордові         |
| 82    | Нічниця ставкова                                    | Myotis dasycneme           | Зникаючий               | Хордові         |
| 83    | Норка європейська                                   | Mustela lutreola           | Зникаючий               | Хордові         |
| 84    | Оксиетира жовтовуса                                 | Oxyethira flavicornis      | Вразливий               | Членистоногі    |
| 85    | Орусус паразитичний                                 | Orussus abietinus          | Рідкісний               | Членистоногі    |
| 86    | Орябок                                              | Tetrastes bonasia          | Вразливий               | Хордові         |
| 87    | Осетер російський                                   | Acipenser gueldenstaedtii  | Вразливий               | Хордові         |
| 88    | Офіогомфус Цецилія                                  | Ophiogomphus cecilia       | Вразливий               | Членистоногі    |
| 89    | Пилкохвіст український                              | Poecilimon ukrainicus      | Вразливий               | Членистоногі    |
| 90    | Підковоніс малий                                    | Rhinolophus hipposideros   | Вразливий               | Хордові         |
| 91    | Підорлик малий                                      | Aquila pomarina            | Рідкісний               | Хордові         |
| 92    | Пічкур дунайський                                   | Gobio uranoscopus          | Зникаючий               | Хордові         |
| 93    | Подалірій                                           | Iphiclides podalirius      | Вразливий               | Членистоногі    |
| 94    | Поліксена                                           | Zerynthia polyxena         | Вразливий               | Членистоногі    |
| 95    | Полоз лісовий, полоз ескулапів                      | Zamenis longissimus        | Зникаючий               | Хордові         |
| 96    | Простеномфалія карпатська                           | Prostenomphalia carpathica | Вразливий               | Молюски         |
| 97    | П'явка медична                                      | Hirudo medicinalis         | Вразливий               | Кільчасті черви |
| 98    | Райдужниця велика                                   | Apatura iris               | Вразливий               | Членистоногі    |
| 99    | Рак широкопалий                                     | Astacus astacus            | Вразливий               | Членистоногі    |
| 100   | Рись                                                | Lynx lynx                  | Рідкісний               | Хордові         |
| 101   | Саламандра плямиста                                 | Salamandra salamandra      | Вразливий               | Хордові         |
| 102   | Сатир залізний                                      | Hipparchia statilinus      | Рідкісний               | Членистоногі    |
| 103   | Сатурнія мала                                       | Eudia pavonia              | Рідкісний               | Членистоногі    |
| 104   | Сатурнія руда                                       | Aglia tau                  | Вразливий               | Членистоногі    |
| 105   | Сатурнія середня                                    | Eudia spini                | Зникаючий               | Членистоногі    |
| 106   | Севрюга звичайна                                    | Acipenser stellatus        | Вразливий               | Хордові         |
| 107   | Сиворакша                                           | Coracias garrulus          | Зникаючий               | Хордові         |
| 108   | Сінниця Геро                                        | Coenonympha hero           | Вразливий               | Членистоногі    |
| 109   | Скопа                                               | Pandion haliaetus          | Зникаючий               | Хордові         |
| 110   | Сліпак білозубий                                    | Nannospalax leucodon       | Недостатньо відомий     | Хордові         |
| 111   | Сліпак буковинський                                 | Spalax graecus             | Недостатньо відомий     | Хордові         |
| 112   | Сова довгохвоста                                    | Strix uralensis            | Недостатньо відомий     | Хордові         |
| 113   | Сонцевик фау-біле                                   | Nymphalis vaualbum         | Неоцінений              | Членистоногі    |
| 114   | Сорокопуд сірий                                     | Lanius excubitor           | Рідкісний               | Хордові         |
| 115   | Стафілін волохатий                                  | Emus hirtus                | Рідкісний               | Членистоногі    |
| 116   | Стерлядь прісноводна                                | Acipenser ruthenus         | Зникаючий               | Хордові         |
| 117   | Стрічкарка блакитна                                 | Catocala fraxini           | Вразливий               | Членистоногі    |
| 118   | Стрічкарка орденська малинова                       | Catocala sponsa            | Рідкісний               | Членистоногі    |
| 119   | Стрічкарка тополева                                 | Limenitis populi           | Вразливий               | Членистоногі    |
| 120   | Тетерук                                             | Lyrurus tetrix             | Зникаючий               | Хордові         |
| 121   | Тритон альпійський                                  | Mesotriton alpestris       | Вразливий               | Хордові         |
| 122   | Тритон карпатський                                  | Lissotriton montandoni     | Вразливий               | Хордові         |
| 123   | Турун Ештрайхера                                    | Carabus estreicheri        | Вразливий               | Членистоногі    |
| 124   | Турун угорський                                     | Carabus hungaricus         | Вразливий               | Членистоногі    |
| 125   | Тхір лісовий                                        | Mustela putorius           | Неоцінений              | Хордові         |
| 126   | Тхір степовий                                       | Mustela eversmanni         | Зникаючий               | Хордові         |
| 127   | Ховрах європейський                                 | Spermophilus citellus      | Зниклий                 | Хордові         |
| 128   | Хом'як звичайний                                    | Cricetus cricetus          | Неоцінений              | Хордові         |
| 129   | Хондруля Більца                                     | Chondrula bielzi           | Рідкісний               | Молюски         |
| 130   | Чоп звичайний, чоп великий                          | Zingel zingel              | Рідкісний               | Хордові         |
| 131   | Чоп малий                                           | Zingel streber             | Рідкісний               | Хордові         |
| 132   | Чорнушка Манто                                      | Erebia manto               | Рідкісний               | Членистоногі    |
| 133   | Ялець звичайний                                     | Leuciscus leuciscus        | Вразливий               | Хордові         |
| 134   | Ящірка зелена                                       | Lacerta viridis            | Вразливий               | Хордові         |